# فرانک لانگلا
فرانک ای. لانگلا جونیور (به انگلیسی: Frank A. Langella, Jr.) (زاده ۱ ژانویه ۱۹۳۸) بازیگر آمریکایی است که از جمله فیلم‌های او می‌توان به شب به خیر و موفق باشید.، فراست/نیکسون، خاطرات یک زن خانه‌دار دیوانه، روز عضوگیری، جزیره کاتروت، شروع به هنگام عصر، شهادت بدن، موسی، ربات و فرانک، قطعات در هر میلیارد، ۵ تا ۷ و جعبه اشاره کرد.